# Aubinger Archiv

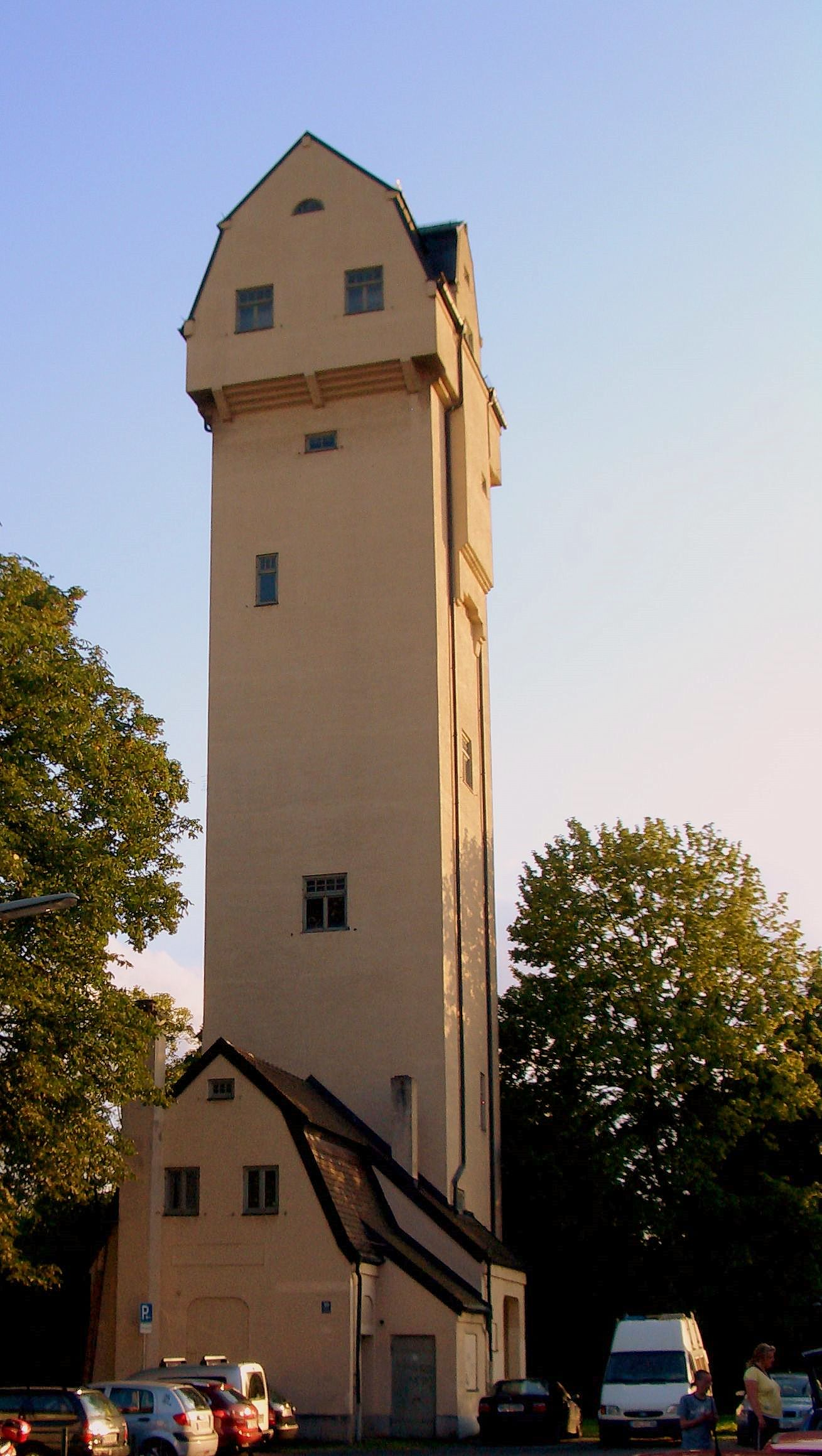
Aubinger Wasserturm

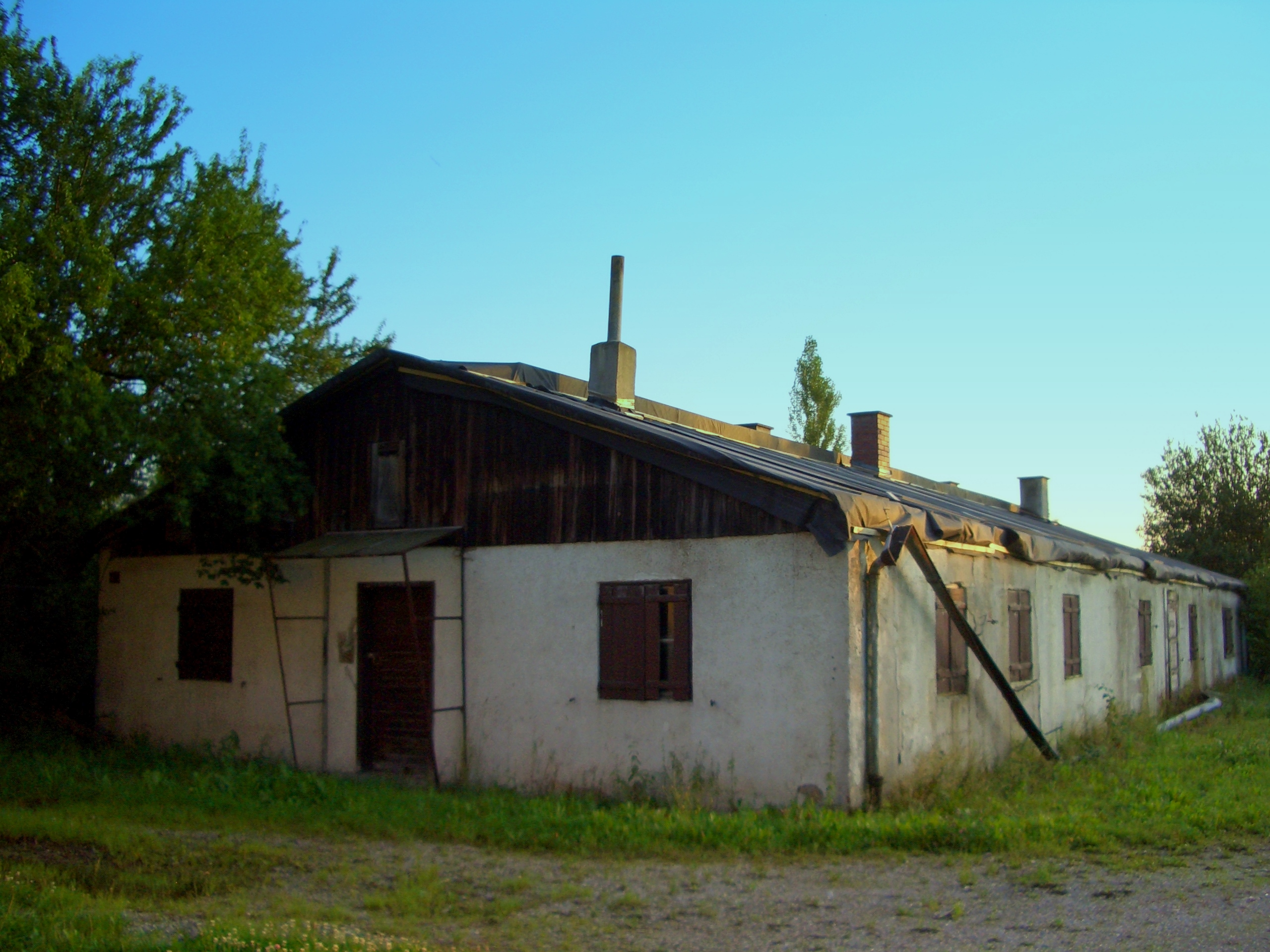
Ehemaliges Zwangsarbeiterlager in München-Aubing, Baracke V

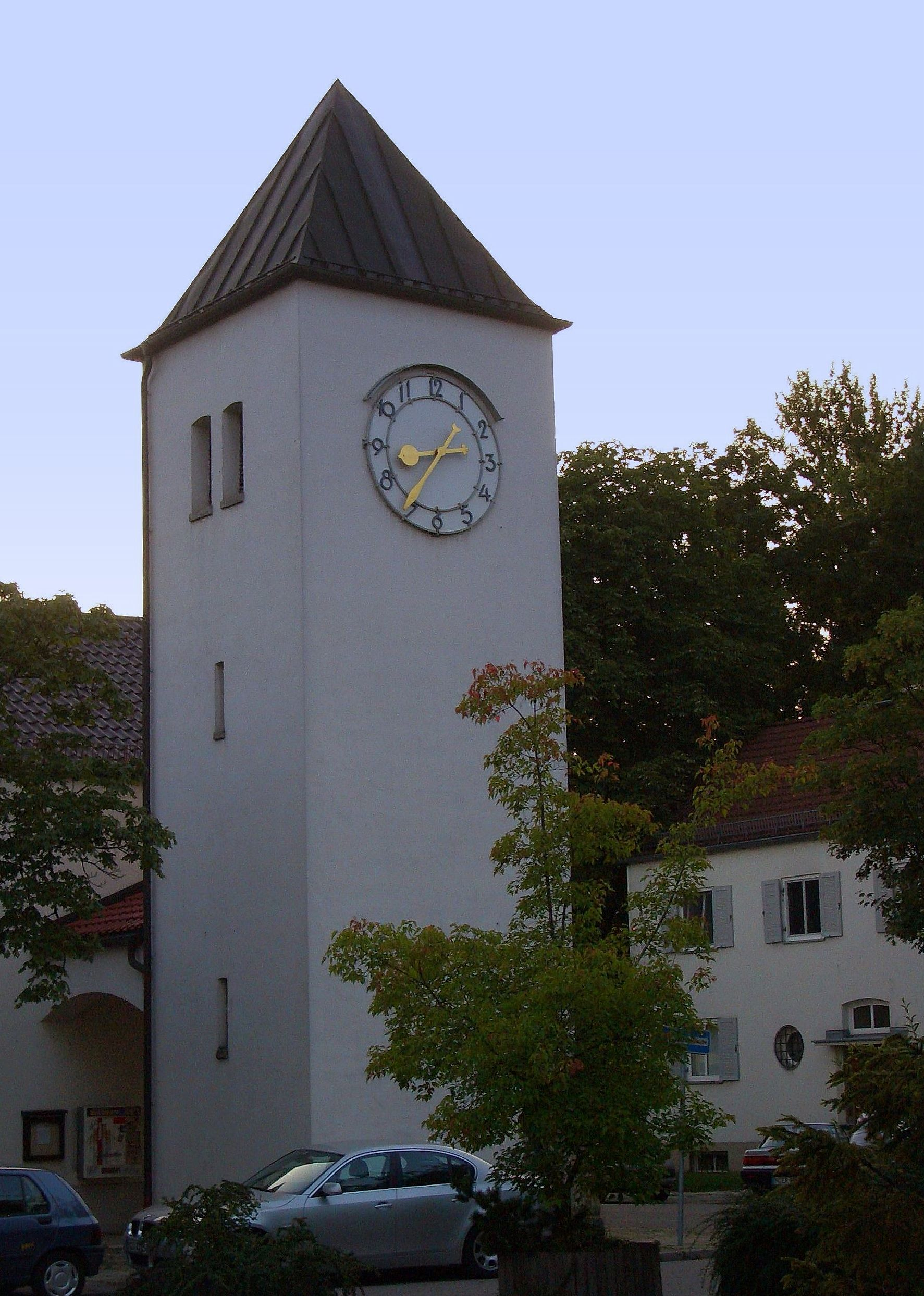
Siedlung am Gößweinsteinplatz München-Neuaubing: der Uhrturm

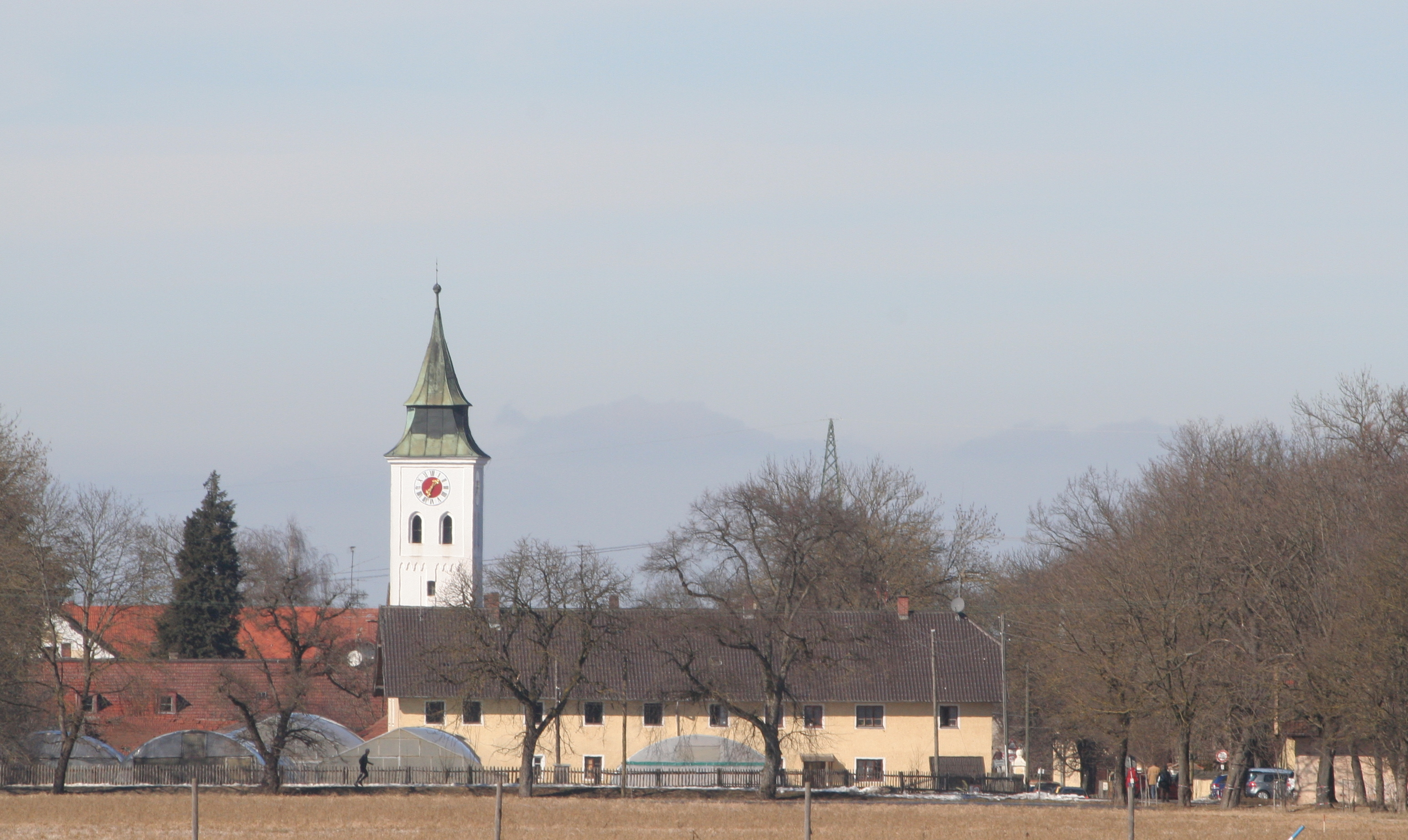
Heiligkreuz Kirche, Freiham

Das Aubinger Archiv ist ein gemeinnütziger Verein und Stadtteilarchiv für München-Aubing und Umgebung. Es beherbergt eine Sammlung historischer und zeitgenössischer Dokumente.

## Geschichte
Die Ausstellung „Vom Dorf zum Stadtteil – 50 Jahre Aubing in München“ war der Titel einer Ausstellung, die im April 1992 in der Münchner Volkshochschule in Aubing in deren Räumlichkeiten zu sehen war. Damals hatte der Bezirksausschuss des 22. Stadtbezirks aufgrund des 50. Jahrestags der Zwangseingemeindung Aubings in die Landeshauptstadt München einen Fotowettbewerb initiiert, um Bildmaterial aus der Aubinger Vergangenheit zusammenzutragen.
Der Wettbewerb hatte zur Folge, dass viele Aubinger viele Fotos aus der Geschichte Aubings einreichten. Darüber hinaus konnten alte Textdokumente und Landkarten zu Tage gefördert werden, die ebenfalls zum Gelingen der Ausstellung beitrugen. Die Resonanz auf die Ausstellung und das Begleitprogramm war überraschend groß. So wurde diese Ausstellung zum Anlass, die Pflege und Bewahrung heimatlichen Kulturguts und der regionalen Geschichte dauerhaft zu betreiben.
Am 28. Juli 1993 gründeten schließlich Aubinger und Neuaubinger Bürger den Verein „Aubinger Archiv“. Zugleich wurden die Satzung, Aufgaben und Zweck des Vereins fixiert. Seither verfolgt das Aubinger Archiv folgende Ziele und leistet folgende Aufgaben:

## Aufgaben und Ziele
- Förderung und Pflege heimatlichen Kulturgutes, wobei die hierbei die Geschichte Aubings und Neuaubings besonders berücksichtigt wird
- Sammlung und Archivierung von Fotografien und Dokumenten
- Veröffentlichungen von Forschungsergebnissen, Dokumenten und Fotografien in Publikationen, Ausstellungen, Vorträgen und Führungen

## Sammlung
Inzwischen verfügt das Archiv über ein Bildarchiv mit etwa 5000 historischen Fotos mit Bildern, die Aubing, Neuaubing, Freiham und die nähere Umgebung zeigen:
- Vereinsjubiläen, Fahnenweihen von Vereinen, Glockenweihen, Kirchengedenktage oder Familienfeste Aubinger Bürger
- Chronik der ehemaligen Eigentümer von Schloss Freiham mit umfangreichem Bildmaterial
- Zeitungsarchiv: Aubing-Neuaubinger Zeitung ab 1929
- Große Sammlung von „Sterbebildern“
- Historische Aufnahmen: Erster und Zweiter Weltkrieg, Soldatenbilder, Luftaufnahmen von Aubing und von Neuaubing
- Chroniken und Festschriften vieler Aubinger Vereine sowie diverse Veröffentlichungen